# A Italiana
A Italiana é uma pintura a óleo de Vincent van Gogh, de 1887.
O quadro foi pintado em homenagem à sua amiga Agostina Segatori, antiga modelo e proprietária do Café du Tambourin, no boulevard de Clichy, com a qual Van Gogh teve um relacionamento meses antes de pintar o quadro.
O quadro está no Museu de Orsay, na França.